# Martin Strobel
Martin Strobel (født 5. juni 1986 i Rottweil) er en tysk tidligere håndboldspiller, der spillede for HBW Balingen-Weilstetten og TBV Lemgo samt det tyske landshold. Hans foretrukne position var som playmaker.

## Klubhold
I sin seniorkarriere spillede Strobel i HBW Balingen-Weilstetten (2005-2008), derpå i TBV Lemgo (2008-2013), inden han vendte tilbage til HBW Balingen-Weilstetten (2013-2020). Han indstillede sin karriere på grund af en knæskade sammenholdt med coronapandemien.

## Landshold
Strobel deltog med det tyske juniorlandshold ved EM i 2006, hvor holdet vandt sølv.
Strobel debuterede for det A-landshold 5. april 2007 i en kamp mod Portugal. Hans første slutrundedeltagelse kom ved VM i 2009 i Kroatien. Han var med til at blive europamester ved EM 2016, og han var med på det tyske hold til OL 2016 i Rio de Janeiro. Her vandt tyskerne deres indledende gruppe og besejrede derpå Qatar i kvartfinalen. I en tæt semifinalen tabte de derpå til Frankrig, der endte med at få sølv efter at have tabt finalen til Danmark, mens tyskerne sikrede sig bronze ved at besejre Polen. Sammen med resten af holdet modtog han senere samme år Silbernes Lorbeerblatt, Tysklands højeste idrætspris. Ved VM 2019 pådrog han sig en knæskade, der kostede ham næsten et års pause. Han nåede i alt 147 landskampe og scorede her 168 mål.